# MS少女
MS少女（エムエスしょうじょ）は、アニメ「ガンダムシリーズ」に登場するモビルスーツ(MS)の外装を、美少女にコスプレさせるようにデザインされたキャラクター群の総称。英語表記は「MS GIRL（MOBILE SUIT GIRL）」となる。
明貴美加によるものが有名で、『月刊ガンダムエース』にて連載中。

## 歴史
出版メディア上での初出は雑誌Animec第25号(1982年8月1日発行・7月1日発売)掲載の赤井孝美によるイラストと言われ、ガンダムのパーツを少女キャラに被せた、現在のデザインにつながるスタイルが既にここで見られる。いわゆるガンプラブーム期にバンダイの刊行する『模型情報』にて、常連投稿者の杉原昌子が描くMS少女が評判となった。初出は模型情報Vol.36（1982.8）のDOM少女で、杉原が『機動戦士ガンダム』のドムと『うる星やつら』のラムが好きだったことから合わせて描かれたものである。その後、模型情報Vol.55（1984.3）より、「昌子のANIMEみーはーGRAFFITI」が連載され、MS少女が描かれた。その後、海野洋二&にんじんCLUBの制作で、ザク少女、グフ少女、ドム少女のプレゼント用キャストキットが作成され、模型情報Vol.57（1984.5）掲載、誌上申込で1体1500円で販売された。この時は大きなムーブメントはなかったが、その後も模型雑誌の投稿欄には、その時々のロボットアニメのメカを少女化した画稿が投稿され続け、その中にはデビュー前の北崎拓による、『ホビージャパン』へのエルガイム少女の投稿もある。
その後、『機動戦士Ζガンダム』からのスピンオフプラモデルシリーズのアーマードレディーが発売。ラインナップは「Ζガンダム・レディ」「ガンダムMK-II・レディ」「バルキリーVF-1S・レディ」、デザインはときた洸一。これを見て既にラポート発行の『戦闘メカ ザブングル』の別冊ムックにおいて、アイアンギアー少女を描いていた明貴が自分の描いたメカ少女をバンダイに送り、本格的にメカ少女を描き込むようになった頃、アニメ誌『ジ・アニメ』からイラストの依頼で「Ζガンダム少女」を描いた。Ζガンダム少女は、そのまま連載となり、『ジ・アニメ』が廃刊になるまで続いた。
その後、『機動戦士ガンダム 逆襲のシャア』公開時、サンライズが「MS少女のコスプレをしたキャンペーンガール」を企画として出したときに明貴が描いたデザイン画を、模型誌『モデルグラフィックス』（以下MG誌）の関係者が見て、同誌で再び数年間連載されることになった。MG誌の編集にたずさわっていたあさのまさひこがおニャン子クラブのファンだったこともあり、「今月のMS少女」というページでは会員番号など細かく設定が付けられ、後にMG誌プロデュースのガレージキット化もなされている。ちなみにキット化されたものはZ-plusC型少女である。後に掲載されたイラストが画集として発刊された。
『ガンダムエース』の連載企画「MSG!」は、カトキハジメプロデュースで発売されている完成品トイ「GUNDAM FIX FIGURATION」に連動する形で「GUNDAM FIX GALUTION」として、GFFのジオン版である「ZEONOGRAPHY」と連動している吉崎観音が描く「ZEONO MUSUME~」と隔月交互連載という形が取られている。

## MIKA AKITAKA'S MS少女NOTE
2018年6月28日より『矢立文庫』で連載の明貴美加描きおろしのイラスト集。
- RX-78-2 ガンダム
- MS-06S ザクIISタイプ
- RX-77-2 ガンキャノン
- MS-06F ザクIIFタイプ
- RX-75-4 ガンタンク
- MS-07B グフ
- MSM-07 ズゴック
- RGM-79 ジム
- MS-09 ドム（黒い三連星仕様）
- MS-05B ザクI
- MSM-03 ゴッグ
- Gスカイ（ガンダム＋Gパーツ）
- Gファイター（Gパーツ統合換装システム）
- Gアーマー（Gパーツ統合換装システム）
- YMS-15 ギャン
- RGM-79 ジム（宇宙用装備） & RB-79 ボール
- MA-04X ザクレロ（+ザクII）
- MS-09R リック・ドム
- MA-05 ビグロ（+ザクI）
- ハロ（H.A.R.O.）+FF-X7 コア・ファイター
- MS-14S ゲルググ
- MSM-04 アッガイ
- RXｰ78-2 ガンダム マグネットコーティングVer.
- MSM-10 ゾック
- MSM-07 グラブロ（+ザクI）
- MA-08 ビグ・ザム（+ザクII）
- MAN-03 ブラウ・ブロ
- MAN-08 エルメス
- RGM-79 ジム（モビルポッド装備）
- RX-78-3 ガンダム（G-3）
- MSN-02 ジオング
- 武者頑駄無
- 殺駆頭
- コマンドガンダム大佐

## 関連書籍
- 『超音速のMS少女』（ISBN 978-4499226356）大日本絵画：刊 1994年7月
- 『MOBILE SUIT GIRL 明貴美加MS少女アートワークス』 （ISBN 978-4048544603） 角川書店：刊 2010年3月
- 『MOBILE SUIT GIRL 明貴美加 ガンダムMS少女アートコレクション』 （ISBN 978-4041079966） KADOKAWA：刊 2019年2月